# Pełczyce
Pełczyce (německy Bernstein) jsou město v okrese Choszczno v Západopomořanském vojvodství na severozápadě Polska. V roce 2021 ve městě žilo 2 565 obyvatel.

## Historie
Osada byla povýšena na město v roce 1290. Původní německý název Bernstein byl od 12. listopadu 1946 nahrazen polským jménem Pełczyce.

## Přírodní poměry
Město stojí na pásu ledovcové morény asi dvacet kilometrů jihozápadně od Choszczna mezi jezery Panieńskim, Krzywym, Stawno a Pełcz v nadmořské výšce 65–119 metrů. Správní území města měří 13,07 km².

## Obyvatelstvo
|           | 1801 | 1857  | 1900  | 1939  | 1946  | 1970  | 1988  | 1995  | 2005  |
| --------- | ---- | ----- | ----- | ----- | ----- | ----- | ----- | ----- | ----- |
| Obyvatelé | 887  | 1 872 | 2 274 | 2 581 | 1 712 | 2 178 | 2 537 | 2 741 | 2 670 |

## Obecní správa
Město je správním centrem stejnojmenné městsko-venkovské gminy. Městská rada má patnáct členů, z nichž pět volí obyvatelé města a zbytek lidé z venkovských sídel.

## Pamětihodnosti
- Cisterciácký klášter:
  - kostel Narození Panny Marie ze druhé poloviny třináctého století
  - západní křídlo kláštera z první poloviny čtrnáctého století, přestavěné v osmnáctém století
  - hospodářský dvůr se sýpkou, stájí, stodolou
  - bývalé klášterní zahrady
- Radnice z dvacátých let dvacátého století
- Budova školy
- Budova pošty z konce devatenáctého století
- Dům čp. 18 ze druhé poloviny devatenáctého století v ulici Polské armády
- Fara v místech staršího hradu ve východní části města. Plnila také funkci správního centra a později nemocnice.
- Synagoga a židovský hřbitov

## Galerie

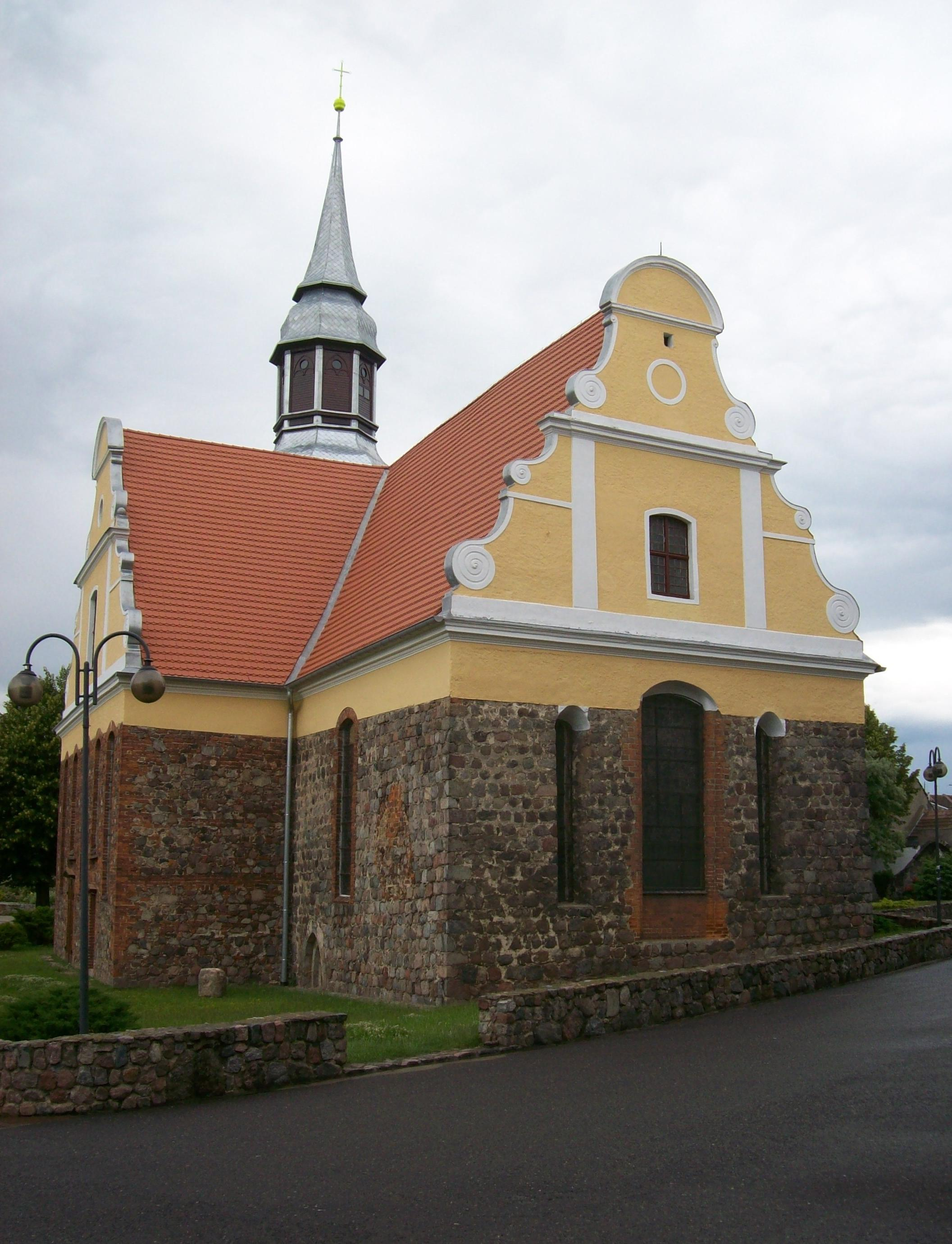
Kostel Narození Panny Marie
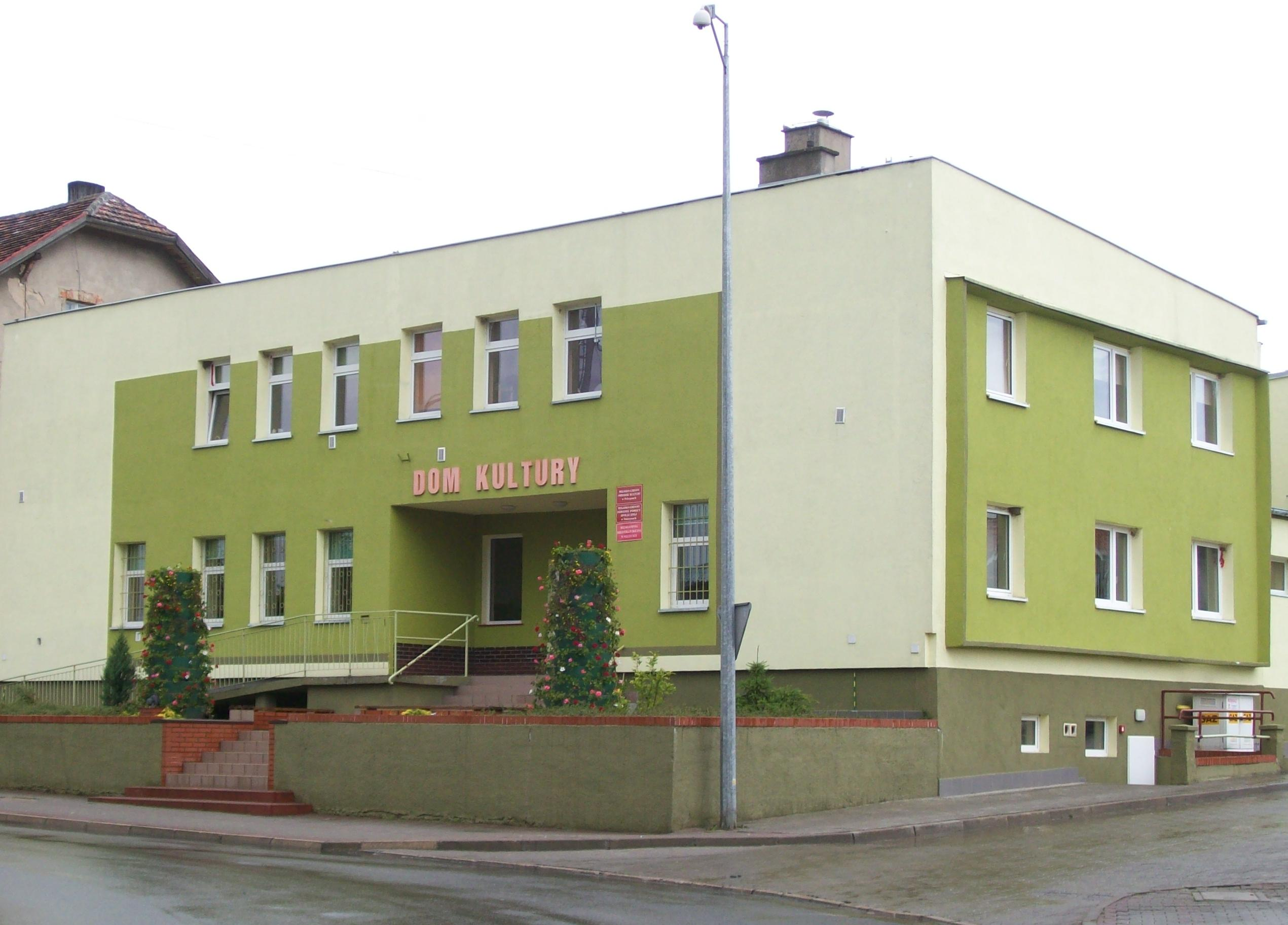
Kulturní dům
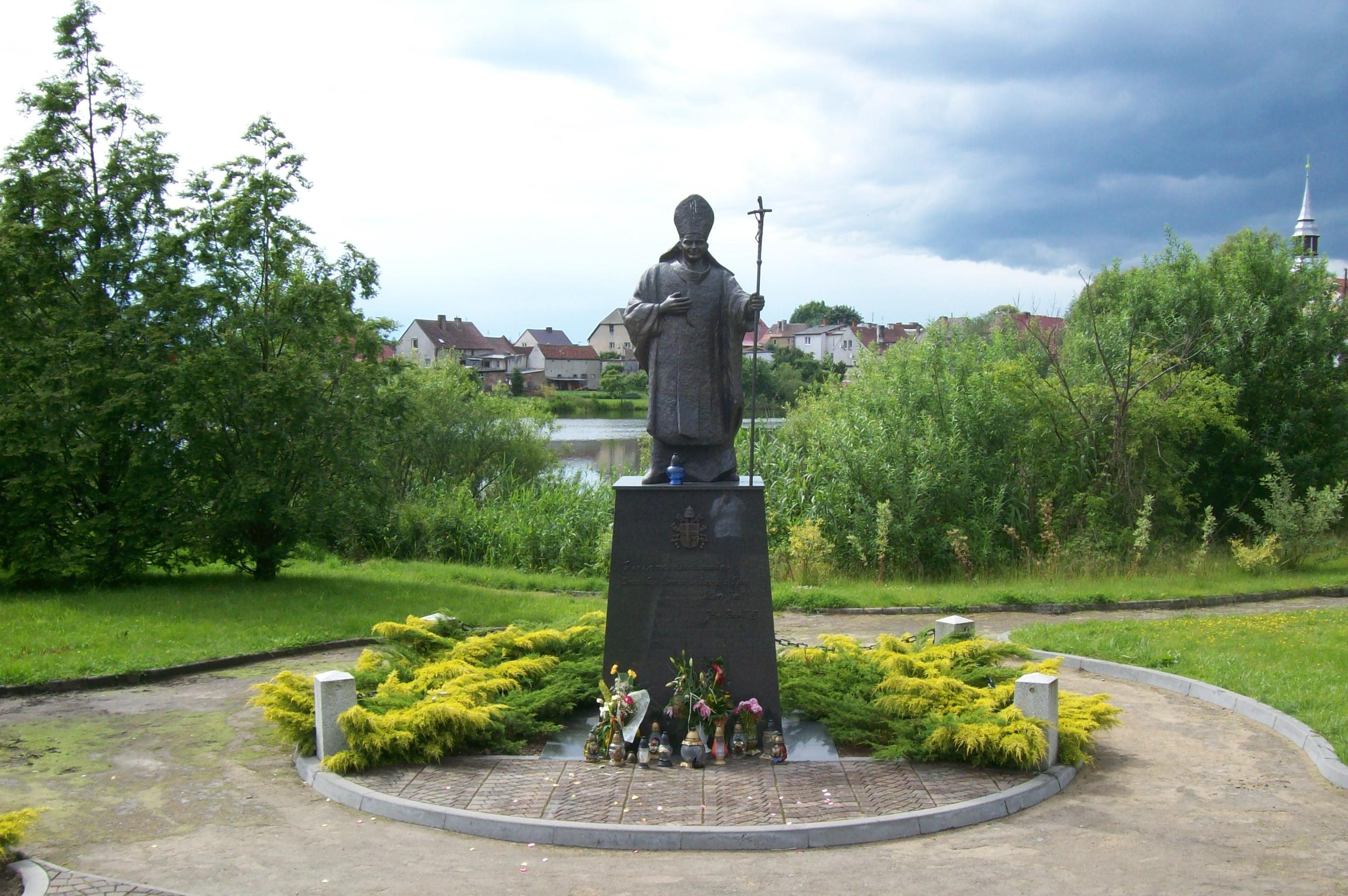
Pomník Jana Pavla II.